# Ascorhynchus breviscapus
Ascorhynchus breviscapus är en havsspindelart som beskrevs av Stock, J.H. 1968. Ascorhynchus breviscapus ingår i släktet Ascorhynchus och familjen Ammotheidae. Inga underarter finns listade i Catalogue of Life.